# Флаг Трансвааля
Флаг Трансвааля или Вирклёр (африк. vierkleur, букв. «четырёхцветный») — официальный флаг южноафриканской республики Трансвааль, созданный пастором Дирком ван дер Хоффом. Служил официальным флагом с 1858 до 1902 года с перерывами, во время которых использовались флаг фуртреккеров (с 1874 по 1875) и британский флаг (с 1877 по 1881).
Смысл конкретных цветов неизвестен, но принято считать, что пастор Ван дер Хофф, считавший нидерландский флаг непригодным для новой республики, взял за основу флаг Нидерландов, добавив зелёную полосу. 

## История

Флаг ЮАС и ЮАР с 1928 по 1994

Флаг впервые был поднят 6 января 1857 года в Потхефстроме, а затем 23 февраля того же года — в столице Трансвааля Претории. 18 февраля 1858 года парламент объявил Вирклёр официальным флагом Южноафриканской республики.
Аналогичный флаг, но в зеркальном исполнении, использовало короткоживущее государство Восточный Грикваланд. Также подобный флаг был использован короткоживущей республикой Клейн Врейстат.
После британской аннексии Трансвааля в апреле 1877 года был заменён британским флагом, но в 1880 году, с началом первой англо-бурской войны, флаг был снова поднят во временной столице Хейдельберге. 31 мая 1902 года флаги Трансвааля и Оранжевого Свободного государства были заменены британскими колониальными флагами на основе синего знамени. Позже, в 1910 году, Трансвааль стал частью Южно-Африканского Союза и ему не полагался официальный флаг. Однако в 1928 году флаги бурских республик были включены во флаг ЮАС, который оставался и флагом ЮАР до 1994 года.
В 1990-е годы Вирклёр, с заменой красного цвета на оранжевый, стали использовать радикальные африканерские движения.